# Édouard Galletier
Pour les articles homonymes, voir Galletier.
Édouard Marie Galletier, né le 27 mai 1885 à Poitiers et mort le 3 octobre 1965 dans le 14e arrondissement de Paris, est un ancien combattant 1914-1918, latiniste, recteur d’académie, directeur de l'Enseignement supérieur sous l'Occupation.

## Biographie
Édouard Marie Galletier est le fils d'Édouard Galletier, employé des chemins de fer, et de Marie Clémence Brieu, tous deux de familles poitevines.
Édouard Galletier est ancien élève de l'École normale supérieure (promotion L1906) et docteur ès lettres (1922). Ancien combattant et grand mutilé de la guerre 1914-1918. Latiniste, il est doyen de la faculté des lettres de Rennes de 1928 à 1937, recteur de l'académie de Besançon en 1937-1938.
Il est recteur de l'académie de Rennes de 1938 à 1941.
Du 21 mars 1941 (ou le 24 mars) au 11 février 1943 il devient directeur de l'Enseignement supérieur. Nommé à ce poste par Jérôme Carcopino, il travaille avec lui puis avec Abel Bonnard. Il applique et fait appliquer dans des facultés et des grandes écoles, les mesures prises par le régime, mais il n'est pas partisan de la collaboration avec l'Allemagne.
Le 10 août 1943, alors qu'il était venu passer ses vacances en Bretagne, il est arrêté par la Gestapo, à Louvigné-du-Désert, en Ille-et-Vilaine, puis est déporté le 13 août 1943 de Compiègne vers Buchenwald comme « personnalité-otage ». Le 31 août, il est transféré au camp de Füssen-Plansee. En mars 1944, il est transféré pour une raison inconnue à la prison d'Hirschberg en Pologne (aujourd'hui Jelenia Góra). Il rentre de déportation le 8 mai 1945.
Après la guerre, il publie plusieurs traductions d'auteurs latins de la période impériale, saluées pour leur précision et la clarté des introductions historiques,,,. En 1955, il est candidat à l'Académie des inscriptions et belles-lettres, pour succéder à Émile Mâle. Il meurt en octobre 1965 à Paris.

## Hommages et distinctions
- Croix de guerre 1914–1918;
- Chevalier de la Légion d'honneur à titre militaire le 10 mars 1917[16].
- Officier de la Légion d'honneur (27 septembre 1946) ;
- Commandeur de la Légion d'honneur (12 mai 1958)[16].
- Commandeur de l'ordre des Palmes académiques (1957)[17]

## Publications
- Édouard Galletier et Georges Hardy, L'Histoire romaine par les textes : "Roma", recueil de textes latins relatifs à l'histoire romaine, Paris, Hachette, 1913, XII-527 p., in-16 (BNF 30576305).
- Étude sur la poésie funéraire romaine d'après les inscriptions, 1922 (thèse principale).
- Panégyriques de Maximien (289 et 291)  (ISBN 2-251-79950-8)
- Ammien Marcellin, Histoires, Tome I, livres XIV-XVI. Texte établi et traduit par Édouard Galletier avec la collaboration de J. Fontaine.
- Panégyriques latins. Tome II : Panégyriques VI-X. Panégyrique de Maximien et Constantin (307). - Panégyrique de Constantin (310). - Discours de remerciement à Constantin (312). - Panégyrique de Constantin (313). - Panégyrique de Constantin par Nazarius (321). Texte établi et traduit par Édouard Galletier.